# Miguel Ángel Brindisi
Miguel Angel Brindisi (Almagro, Buenos Aires, 8 d'octubre, 1950) és un exfutbolista i entrenador argentí.
Jugà la major part de la seva etapa com a futbolista al Club Atlético Huracán, tot i que també defensà els colors de UD Las Palmas a Espanya, Nacional a l'Uruguai i a clubs argentis com Boca Juniors i Racing Club. Fou el màxim golejador del Campionat Metropolitano de 1972 amb 21 gols.
Jugà 46 cops amb la selecció argentina i marcà 17 gols. Disputà la Copa del Món de Futbol de 1974.
Com a entrenador va fer campió al CSD Municipal de Guatemala i al Barcelona Sporting Club de l'Equador. Aquests èxits el portaren al RCD Espanyol i més tard a la UD Las Palmas. També fou seleccionador de Guatemala i entrenador al Club Atlético Independiente argentí, on guanyà tres títols, un campionat de Clausura, una Supercopa i una Recopa continentals.

## Palmarès
Com a futbolista
- Campionat Metropolitano: 2
  - 1973, 1981
- Màxim golejador del campionat argentí de futbol:
  - 1972 Metropolitano

Com a entrenador
- Lliga guatemalenca de futbol: 2
  - 1987, 1988
- Lliga guatemalenca de futbol: 2
  - 1989, 1991
- Campionat Metropolitano: 1
  - 1994
- Supercopa Sud-americana: 1
  - Clausura 1994
- Recopa Sud-americana: 1
  - 1995